# Lisa Charlotte Friederich

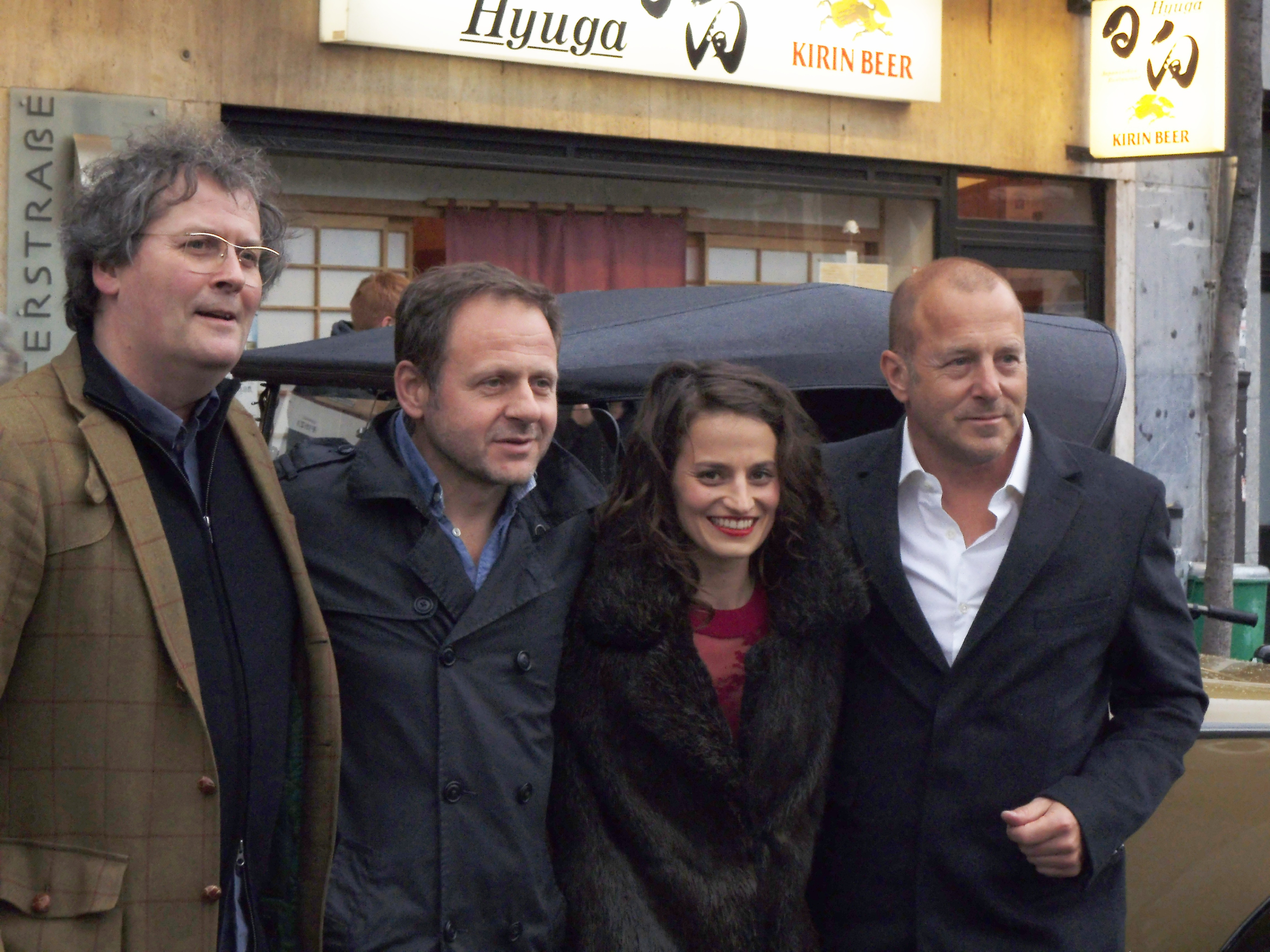
Gordian Maugg, Samuel Finzi, Lisa Charlotte Friederich und Heino Ferch (Düsseldorf 2016)

Lisa Charlotte Friederich (* 1983 in Karlsruhe) ist eine deutsche Schauspielerin, Drehbuchautorin und Regisseurin.

## Leben
Lisa Charlotte Friederich ist die Tochter eines Pfarrerehepaars. Sie wuchs in Heidelberg auf und machte 2003 am Kurfürst-Friedrich-Gymnasium ihr Abitur. Von 2003 bis 2007 studierte sie an der Hochschule für Musik und Darstellende Kunst Stuttgart Schauspiel. Ab der Spielzeit 2007/2008 spielte sie an den Schauspielbühnen Stuttgart, wo sie 2008 den Nachwuchsförderpreis erhielt und 2009 mit dem Publikumspreis als beliebteste Schauspielerin ausgezeichnet wurde. Verschiedene Gastengagements führten sie ans Düsseldorfer Schauspielhaus, an das Landestheater Linz, das Staatstheater Stuttgart und das Theater der Stadt Heidelberg. Von 2010 bis 2012 war sie als festes Ensemblemitglied am Theater Lübeck engagiert.
Seit 2014 tritt Friederich in verschiedenen Fernsehproduktionen (SOKO Köln, Notruf Hafenkante und Tatort) auf. Der Kinofilm Fritz Lang, in dem sie an der Seite von Heino Ferch die weibliche Hauptrolle spielt, kam im April 2016 in die Kinos. Von 2012 bis 2020 studierte sie am Institut für Angewandte Theaterwissenschaft in Gießen (Abschluss Bachelor of Arts 2015, Master of Arts 2020). Seit 2013 arbeitete sie mehrfach mit dem Komponisten und Regisseur Heiner Goebbels sowohl als Regieassistentin als auch als Schauspielerin zusammen. 2016 war sie die Stipendiatin für Darstellende Kunst der Kunststiftung Baden-Württemberg.
Im Rahmen des Internationalen Musikfestivals Heidelberger Frühling schrieb und inszenierte sie im Frühjahr 2019 das multimediale Musiktheaterstück Castor&&Pollux, das sie gemeinsam mit dem Komponisten und Medienkünstler Lukas Rehm und dem Dramaturgen Jim Igor Kallenberg konzipiert hat.
Ihr erster Langspielfilm LIVE (Drehbuch und Regie) feierte im Januar 2020 Premiere beim Filmfestival Max Ophüls Preis und läuft aktuell auf Kino on Demand. Auf dem Lichter Filmfest 2020 in Frankfurt am Main gewann Lisa Charlotte Friederich mit diesem Film den Regionalen Langfilmpreis. Der Film entstand zwar vor der Covid-19-Pandemie, mit der Veröffentlichung im Jahr 2020 erhielt die darin dargestellte Utopie eines permanenten Lockdowns allerdings einen aktuellen Bezug, wie in den Rezensionen zum Film zu lesen war.
Im Februar 2021 war Friederich Teil der Initiative #ActOut im SZ-Magazin, zusammen mit 184 anderen lesbischen, schwulen, bisexuellen, queeren, intergeschlechtlichen und transgender Personen aus dem Bereich der darstellenden Künste.

## Filmografie

### Kino
- 2006: Mimikry (Kurzfilm), Regie: Jean-Baptiste Chuat
- 2007: Ein fliehendes Pferd, Regie: Rainer Kaufmann
- 2016: Fritz Lang – Der andere in uns, Regie: Gordian Maugg
- 2020: LIVE (Regie)

### Fernsehen
- 2008: Tatort: Vermisst, Regie: Andreas Senn
- 2009: SOKO Stuttgart, Regie: Gero Weinreuter
- 2014: SOKO Köln, Regie: Daniel Helfer
- 2015: Notruf Hafenkante – Verfluchte Liebe, Regie: Oren Schmuckler
- 2015: Tatort: Die Sonne stirbt wie ein Tier, Regie: Patrick Winczewski
- 2016: Dimitrios Schulze, Regie: Cüneyt Kaya
- 2017: Ein Fall für zwei – Gemeinsam einsam, Regie: Thomas Nennstiel
- 2018: Der Staatsanwalt – Abhängig, Regie: Esther Gronenborn
- 2018: Capelli Code (Season 1), Regie: Alex Martin
- 2021: Die Toten von Salzburg – Schwanengesang, Regie: Erhard Riedlsperger
- 2021: Tatort: Murot und das Prinzip Hoffnung
- 2025: Tierärztin Dr. Mertens – Wenn die Welt sich weiterdreht, Regie: Theresa Braun

## Theater
- Theater der Stadt Heidelberg
2005: Stella, Regie: Davoud Bouchehri
- Wilhelma Theater Stuttgart
2006: Liebelei, Schnitzler, Regie: Peter Hailer
2006: Merlin oder Das wüste Land, Mordred, Elaine, Sir, Regie: Titus Georgi
- Düsseldorfer Schauspielhaus
2006: DromomaniaFernweh, Regie: Andrej Kritenko
- Landestheater Linz
2007: Prinzessinnendramen, Rosamunde, Regie: Uwe Lohr
- Staatstheater Stuttgart
2006: Last Exit Ithaka, frei nach Homers Odyssee, Regie: Ulf Otto
2008: Eos (Uraufführung), Sören Voima, Regie: Ch. Weise
- Altes Schauspielhaus Stuttgart
2007–2008: Nathan der Weise, Lessing, Regie: Klaus Hemmerle
2007–2008: Sieben Sonnette (Urauf.), John von Düffel, Regie: Carl Philip von Maldeghem
2009: Buddenbrooks, nach Thomas Mann von John von Düffel, Regie: Carl Philip von Maldeghem
2009: Jedermann, Hugo von Hofmannsthal, Regie: Klaus Hemmerle
- Theater Lübeck, Ensemblemitglied
2010: Alice im Wunderland, Lewis Carol, Regie: Berry Goldman
2010: Der Kirschgarten, Anton Tschechow, Regie: Pit Holzwarth
2010: Engel für Dylan (Uraufführung), Thomas Richhardt, Regie: Klaus Hämmerle
2010: Nathan der Weise, Gotthold Ephraim Lessing, Regie: Andreas Nathusius
2010: Wie es euch gefällt, William Shakespeare, Regie: Patrick Schlösser
2011: Johnny Cash, Buch und Regie: Michael Wallner
2011: The Black Rider, Waits, Wilson, Borroughs, Regie: Michael Wallner
2011: Yerma, Federico Garcia Lorca, Regie: Anna Bergman
2012: Anna Karenina, Tolstoi/Petras, Regie: Marco Štorman
2012: Tartuffe, Molière, Regie: Niklaus Helbing
- Stadttheater Gießen
2018: Mit einem Namen aus einem alten Buch, Regie: Heiner Goebbels
- Ruhrtriennale
2018 Composition no. 103 by Anthony Braxton, Textfassung und Performance

## Auszeichnungen
- 2008: Nachwuchsförderpreis der Schauspielbühnen in Stuttgart[7]
- 2009: Beliebteste Schauspielerin des Alten Schauspielhauses Stuttgart und der Komödie im Marquardt in der Spielzeit 2008/09, Publikumspreis des Freundeskreises der Schauspielbühnen Stuttgart[8]
- 2020: Regionaler Langfilmpreis für LIVE beim Lichter Filmfest[9]